# Античний антисемітизм
Античний антисемітизм — упередження до євреїв за релігійною ознакою з боку язичників в античну епоху. Люди, які дотримуються цієї точки зору, звинувачували юдеїв у ненависті до всіх народів, таємних і явних злочинах проти панівної релігії, підриві економіки, поширенні лжевчень, нелояльності і т. д. Звинувачення в принесенні людських жертв і канібалізмі трансформувалося згодом у кривавий наклеп. Застосування терміна «антисемітизм» багатьма сучасними вченими-антикознавцями визнається умовним і таким, що не відповідає уявленням про антисемітизм XXI століття. Причини цього явища поки що не отримали задовільного наукового пояснення.

## Термінологія
У зв'язку з тим, що сам термін «антисемітизм» виник лише в XIX столітті, його застосування до подій давнини розцінюється деякими сучасними антикознавцями як анахронізм. Так, Бецалель Бар-Кохба (англ. Bezalel Bar-Kochba) у передмові до монографії The Image of the Jews in Greek literature. The Hellenistic period попереджає, що використовуватиме термін «антисемітизм» виключно в лапках, хоча і вказує, що спроби замінити термін на щось інше також проблематичні. Ніколас де Ланж вважає, що глибока ненависть до євреїв, яку зазвичай розуміють під антисемітизмом, у давнину не існувала. Кандидат історичних наук Олександр Грушевой пише, що антиюдейські випади грецьких і римських авторів не можна називати антисемітськими, якщо розуміти під антисемітизмом ситуацію, коли кожен член суспільства розуміє суть таких звинувачень. На думку Грушевого, тоді це було не більше ніж аристократичною ксенофобією. Щодо цієї тези з нею згодна доктор історичних наук Ірина Левінська. Віктор Черіковер пише, що критику та нерозуміння єврейських звичаїв з боку римської, грецької та грекомовної еліти слід називати «антиюдаїзмом».
Проте, є й інші погляди на цю проблему. Так Луїс Фельдман у роботі англ. AntiSemitism in the Ancient World розглядає урядовий, суспільний та інтелектуальний антисемітизм. Ряд істориків і етнологів, включаючи таких антикознавців як Менахем Штерн, Соломон Лур'є і Аркадій Ковельман, Анджело Сегре, Джон Гайгер, Лоуренс Шифман і Ян Севенстер розглядають конфлікти між юдеями і давніми язичниками як предтечу та джерело сучасного антисемітизму. Термін «антисемітизм» вживається щодо конфліктів античного часу в багатьох наукових працях як XX, так і XXI століття.
Ірина Левінська зазначає, що використання цього терміну не означає єдиного явища, що існує і до сьогодні в незмінному вигляді.

## Походження
На думку деяких дослідників антисемітизм виник і розвинувся у світі античного язичництва. Історик Сало Барон думав, що:
Майже кожну ноту в какофонії середньовічного та сучасного антисемітизму було озвучено хором античних письменників.
Оригінальний текст (англ.)
Almost every note in the cacophony of medieval and modern anti-Semitism was sounded by the chorus of ancient writers
З цією тезою згоден Соломон Лур'є. Однак Ірина Левінська зазначає, незважаючи на часткову подібність, наявність суттєвих відмінностей у стародавніх та сучасних звинуваченнях на адресу євреїв.
Леон Поляков пише, що поява такої ворожості до євреїв, яка виходить за рамки міжкланового суперництва і заслуговує на назву «антисемітизм», датується більшістю фахівців III століттям до н. е.
Більшість сучасної антисемітської аргументації походить від античних забобонів, одним із центрів яких була Александрія, приблизно близько III—II століть до н. е. Початковими його розповсюджувачами були єгипетські літератори цього періоду, які звинувачували євреїв у різних зловмисних справах. Мотиви звинувачень були і релігійні, економічні, і політичні. Эдвард Фланнери відзначав, що еллінізація Близького Сходу та розселення єврейської діаспори в Середземномор'ї зробили конфлікт неминучим, оскільки греки вважали варварським все, що написано не по-грецьки і не могли зрозуміти та прийняти претензії на перевагу з боку євреїв, яких вони вважали з культурної точки зору.
Луїс Фельдман у роботі «Jew and Gentile in the Ancient World. Attitudes and interactions from Alexander to Justinian» робить висновок, що далеко не всі античні інтелектуали підтримували негативне ставлення до євреїв. Менахем Штерн вказує, що «Гекатею чужі антисемітські настрої, і його ставлення до євреїв швидше співчутливе».

## Звинувачення проти євреїв
Історик Йона Лендеринг датує перший зафіксований випадок антисемітизму 474 роком до н. е. Він говорить про біблійний епізод проваленого плану винищення євреїв в Ахеменідській імперії, описані в книзі Естер. Згідно з Біблією, придворний царя Артаксеркса на ім'я Аман намагався переконати царя знищити євреїв, які живуть в імперії, які, за твердженням Амана, схильні до непокори царської влади. При цьому Лендерінг зазначає, що залишається незрозумілим, наскільки ця історія є реальною подією.
Одним з перших теоретиків антисемітизму історики називають єгипетського жерця Манефона, який жив при Птолемеї II Філадельфі (285—246 рр. До н. Е..). У його розповіді про вихід євреїв з Єгипту євреї представлені «нечистими»: прокаженими, сліпими та кульгавими. По Манефону, вони були вислані з Єгипту для умилостивлення богів, але пізніше, об'єднавшись з пастухами-гіксосами, вони завойовують Єгипет, грабують його, осквернюють храми і т. ін. Послідовник Манефона Мнасей Патрський, учень Ератосфена вперше пустив у хід настільки поширену згодом легенду про те, що юдеї поклоняються у своєму храмі золотою ослячою головою. Звинувачення Манефона повторювали Лісімах, Посідоній, Молон та інші грецькі автори  . Хоча багато дослідників заперечують антисемітизм Манефона, вважаючи, що частина приписуваних йому антиєврейських текстів написана не ним, що докладно розглядає цю проблему Менахем Штерн зробив висновок, що «немає серйозної причини заперечувати авторство Манефона» а також навіть без спірних фрагментів аналіз інших текстів «виявляє його антисемітизм досить вагомий». Антикознавець Борис Тураєв писав, що антиєврейськи налаштовані історики повторювали версію про вигнання «прокажених».
Письменник Апіон (I ст. н. е.), повторивши звинувачення попередників, звинувачував євреїв також у людських жертвоприношеннях та людожерстві. В одній із книг Апіон написав, що грецький цар Антіох Єпіфан був у Єрусалимському храмі і там до нього звернувся грек, який стверджував, що його спеціально відгодовують для подальшого вбивства та з'їдання. Єврейський історик Йосип Флавій висміяв цей твір, вказавши, що в юдаїзмі немає людських жертвопринесень і що в частині храму, що описується, язичника-грека бути просто не могло. Проте це звинувачення згодом стало джерелом появи кривавого наклепу. Вальтер Лакер називає Апіона одним із ідеологів антисемітизму цього періоду.
Ще одне звинувачення, що виникло в той період, часто повторювалося згодом — так звана "подвійна лояльність". Євреїв, які перебували на державній службі і особливо в армії, звинувачували в тому, що вони більше захищають інтереси своїх одновірців, ніж держави. Таке звинувачення висував, зокрема, Апіон .
Крім вищезгаданих звинувачень, Йона Лендерінг відзначає також:
- звинувачення в лінощі, пов'язане з дотриманням традицій шабату;
- звинувачення в антигромадськості, пов'язане з тим, що євреї жили відокремлено, щоб бути ближче до синагог;
- традиція обрізання вважалася варварством та засобом запобігання асиміляції.

Для освіченого язичника тих часів не було жодної різниці між євреями та християнами. Навіть коли їх почали розрізняти, проти християн стали висувати такі самі звинувачення, як і проти євреїв. Християнську церкву та християн взагалі звинувачували у ненависті до всього роду людського, у скоєнні огидних ритуалів. Християни, стверджували їх противники, вдаються до всілякого розпусти і кровозмішування, шанують голову осла, практикують ритуальні вбивства. Саме у цьому язичники раніше звинувачували євреїв.

## Погроми та гоніння
Звинувачення єгипетських жерців не призвели на той час до будь-яких практичних наслідків. Навпаки, відомо, що за царювання Птолемея II Філадельфа і Птолемея III Евергета кількість євреїв в Олександрії значно зросла. Як писав Ілля Черіковер, «протягом усього елліністичного періоду антисемітизм не виходить за суто літературні рамки». Луїс Фельдман зазначає, що розрив між античними інтелектуалами та народом був настільки великий, що їхні нападки на євреїв майже ніколи не призводили до масового насильства. Практично єдиний випадок реального переслідування — руйнування єгиптянами єврейського храму в Елефантині у 411 році до н. е. 

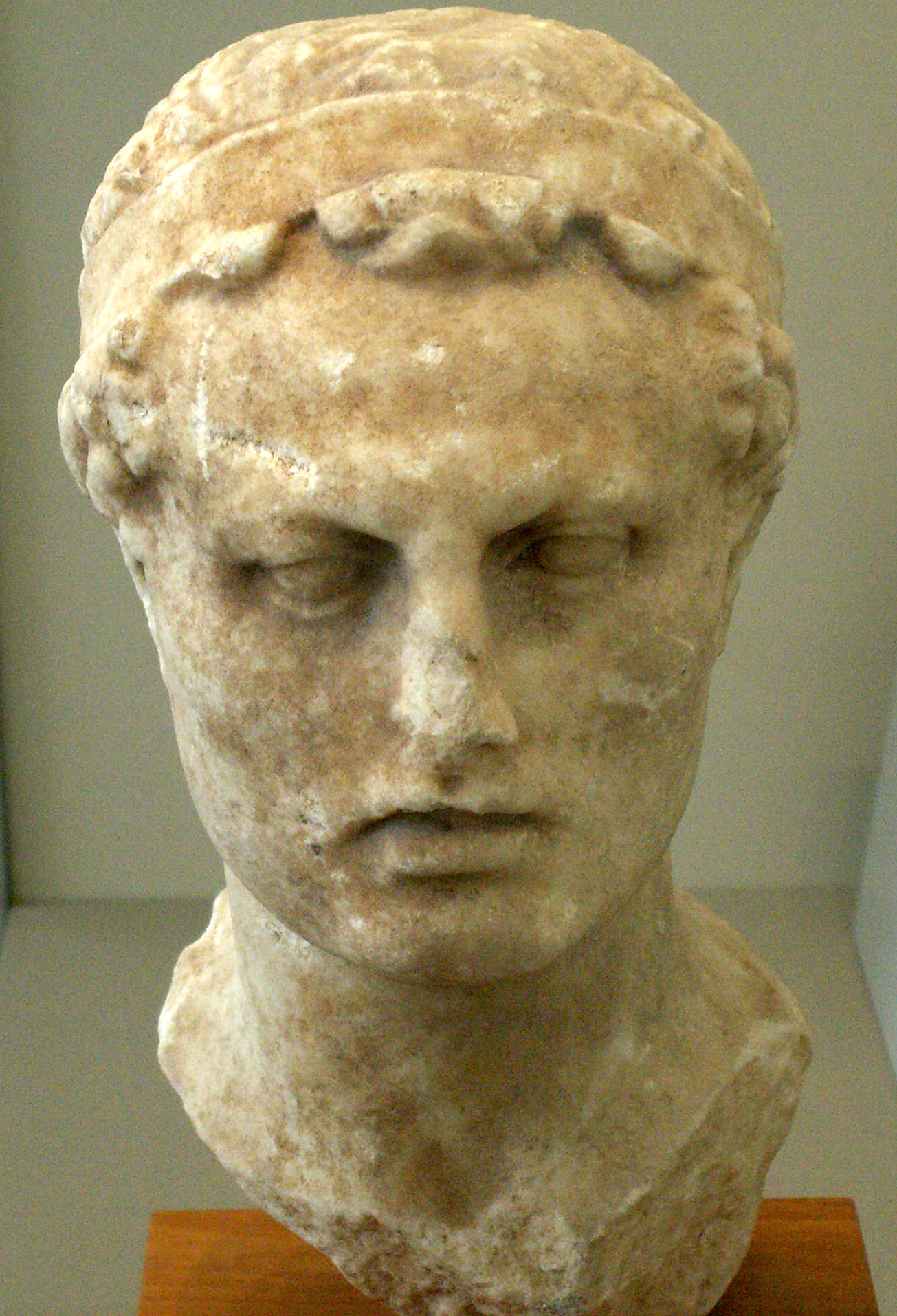
Антіох IV Епіфан розорив Єрусалимський храм

Ситуація різко змінилася за царювання Антіоха IV Епіфана (175—164 рр. до н. е.) У 169 р. до н. е. Антіох вторгся в Єрусалим, розоривши і осквернивши Храм, який за його наказом був перетворений на святилище Зевса Олімпійського. Менахем Штерн називає спробу Антіоха накласти заборону на національну релігію та примус до прийняття чужого релігійного культу явищем для стародавнього світу винятковим. Це викликало повстання євреїв під проводом Юди Маккавея. В 38 році в Александрії стався єврейський погром, викликаний прагненням греків не допустить отримання євреями громадянських прав. Історики відзначають опору погромників на антисемітську ідеологію. Префект Єгипту Авл Авілій Флакк у відповідь на скаргу єврейської громади заборонив святкувати шабат і ухвалив обмежити місце проживання євреїв у місті, внаслідок чого багато євреїв було виселено зі своїх будинків, а будинки розграбовані Свідок погрому Філон Александрійський писав:
Не в силах более терпеть нужду одни пошли (против обыкновения) к друзьям и родственникам, прося на жизнь, другие, чей благородный дух чурался попрошайничества как рабьей доли, недостойной свободного человека, решились, несчастные, пойти на рынок, чтобы достать еды себе и домашним. А попав в руки черни, тотчас бывали они убиты, и трупы их тащили через весь город, топча и превращая в месиво, так что и предать земле было бы нечего.
Оригінальний текст (рос.)
Не в силах более терпеть нужду одни пошли (против обыкновения) к друзьям и родственникам, прося на жизнь, другие, чей благородный дух чурался попрошайничества как рабьей доли, недостойной свободного человека, решились, несчастные, пойти на рынок, чтобы достать еды себе и домашним. А попав в руки черни, тотчас бывали они убиты, и трупы их тащили через весь город, топча и превращая в месиво, так что и предать земле было бы нечего.
— Філон Александрійський. Против Флакка
Виступи місцевого населення проти євреїв у I століття до н. е. — І столітті н. е. спалахували також на острові Родос, у Римі, Сирії та Палестині. Особливо сильними протиріччя були у східній частині Римської імперії, де грецьке населення часто громило єврейські квартали та вбивало євреїв. Наприклад, під час заворушень у Дамаску протягом кількох годин, за свідченням Йосипа Флавія, було перебито 10 тисяч євреїв . У свою чергу, за царювання Траяна рух охопив широкі єврейські маси в Кірені, Єгипті, на острові Кіпрі, і жертвами цього руху стали багато тисяч греків і римлян .
Протистояння юдейської та грецької громад у Кейсарії закінчилося в 59 році, за свідченням того ж Флавія, вбивством 20 тисяч євреїв. Бійня в Кейсарії стала прологом до війни на взаємне винищення між юдеями та еллінізованим населенням .

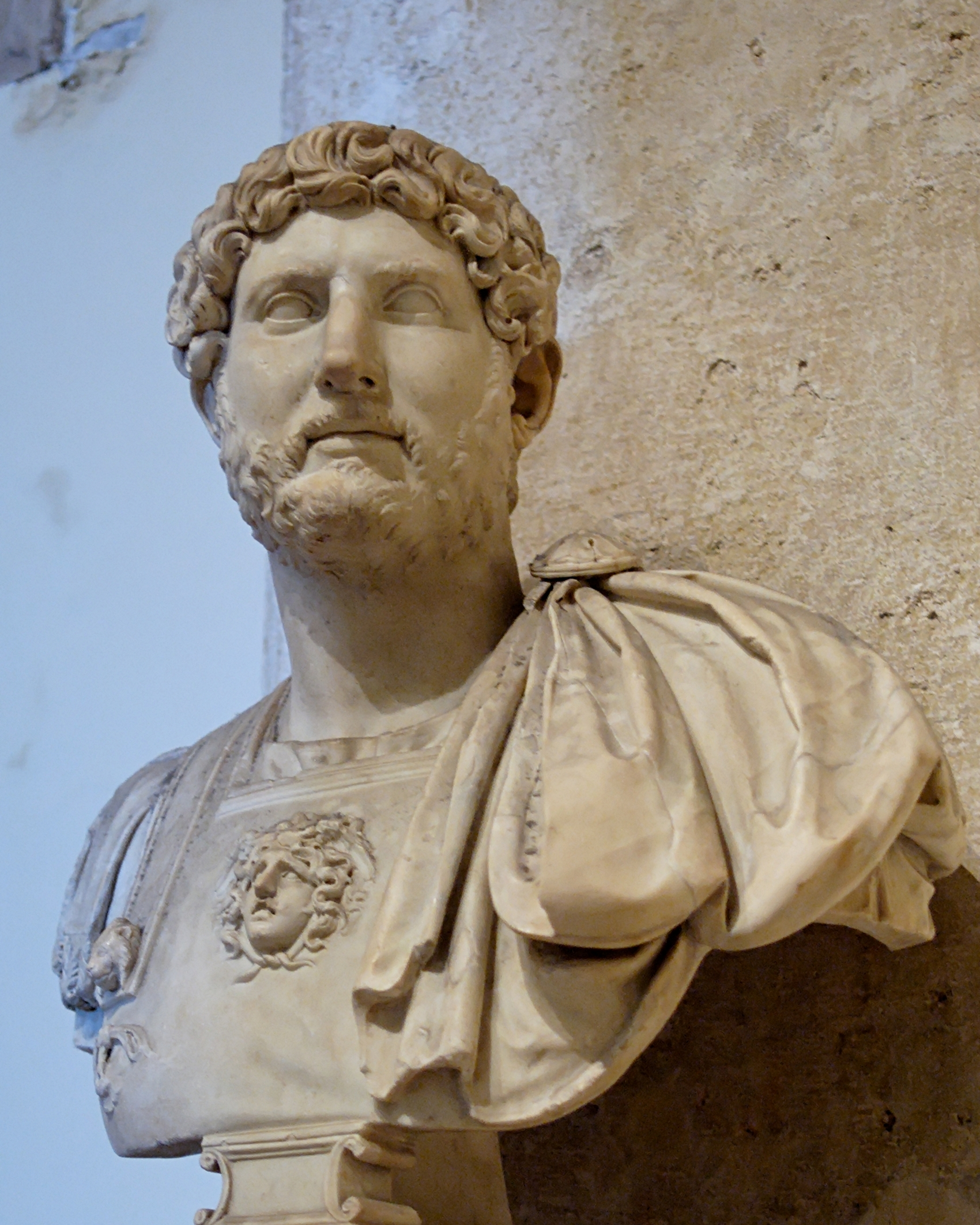
Адріан жорстоко переслідував євреїв

Збереглися відомості про вигнання юдеїв із Риму у 139 році до н. е. Причинами вигнання вказуються спроби юдеїв долучити римлян до своїх священних обрядів та звичаїв.
Вороже ставлення до юдеїв у Римі почалося з царювання імператора Тіберія. У 19 році юдейська релігія була заборонена, а 4000 євреїв були здані в солдати і відправлені на Сардинію з застереженням, що якщо вони загинуть у боротьбі з розбійниками, то держава нічого не втратить. Надалі євреї були вигнані з Риму при імператорі Клавдії в 50 році, а переслідування християн за часів Нерона, на думку історика Олександра Тюменєва, пов'язано було лише з тим, що ця нечисленна на той момент секта складалася з вихідців з Юдеї, а на релігійні відзнаки римляни уваги не звертали.
Масові депортації євреїв з Палестини проводилися римлянами у 70-ті та 130-ті роки н. е. після Юдейських воєн та повстання Бар-Кохби. Після руйнування Єрусалиму євреям під загрозою смерті було заборонено наближатися до міста. Крім того, імператор Адріан запровадив заборони на релігійне навчання та виконання обрядів, включаючи святкування шабату.
Олександр Грушевой зазначає, що після поразки антиримських повстань і масового винищення та продажу в рабство незадоволених настав етап поліпшення становища євреїв у Римі, що розпочався з 212 року, коли юдеї були зрівняні у правах з іншими громадянами імперії. Цей етап тривав до 305 року, коли до влади прийшов імператор Костянтин. З цього моменту становище євреїв безупинно погіршувалося до завоювання Палестини арабами, якщо не рахувати короткого правління Юліана Відступника (361—363 рр.), який був противником християнства і навіть мав намір відновити єрусалимський храм.
Коротка єврейська енциклопедія пише, що переслідування юдеїв у стародавньому світі були рідкісними, хоч і дуже жорстокими, особливо в період правління Адріана. Безпрецедентний характер гонінь на юдейську релігію з боку Антіоха IV відзначає Менахем Штерн.

## Причини стародавнього антисемітизму
Дослідники причин появи антисемітизму у стародавньому світі діляться за своїми підходами на дві групи: субстанціоналісти та функціоналісти. Перші бачать причину негативного ставлення у самих євреях, другі бачать причини в окремих локальних та конкретних конфліктах. Серед прихильників субстанційного підходу крім нацистів та антисемітів є цілком шановані академічні дослідники, у тому числі такі як Теодор Моммзен та Едуард Меєр, а також Е. Мері Смолвуд, Яан Севенстер та П. Шефер. Функціональний підхід розроблявся Ісаак Гайнеман, а згодом {{|Еліас Джозеф Бікерман|||Elias Joseph Bickerman}} та низкою інших учених.
Ірина Левінська зазначає, що проблема ворожості до євреїв у давнину продовжує бути предметом обговорення та полеміки. Консенсусного задовільного пояснення цього явища поки що не знайдено. З посиланням на де Ланжа вона виділяє причини такого стану справ :
- спірність самого предмета;
- термінологічні проблеми;
- суб'єктивність дослідників;
- крайня фрагментарність джерел.

### Субстанціоналістське пояснення
Професор Соломон Лур'є пише, що виходячи з повсюдного поширення антисемітизму він «виник не внаслідок будь-яких тимчасових чи випадкових причин, а внаслідок тих чи інших властивостей, які постійно сприяють єврейському народу».
Аналізуючи причини появи антисемітизму скрізь, де поселялися євреї, він зазначає існування двох рівно неприйнятних для науки позицій: що євреї були набагато гірші від інших народів і що євреї були набагато кращі за інші народи . Римський історик Тацит, який представляє перший погляд писав:
(V, 4) Иудеи считают богопротивным то, что для нас священно, и, наоборот, то, что у нас запрещено, ибо безнравственно и преступно, у них разрешается. … (V, 5) …иудеи охотно помогают друг другу, зато ко всем прочим смертным враждебны и ненавидят их. Ни с кем не делят они ни пищу, ни ложе, избегают чужих женщин, хотя преданы разврату до крайности и со своими творят любые непотребства; они и обрезание ввели, чтобы отличать своих от всех прочих. … При всем том иудеи весьма заботятся о росте своего народа — убийство детей, родившихся после смерти отца, считают преступлением— Тацит. История, около 110 г.
Сучасні єврейські релігійні автори Д. Шейнін та Б. Левіти вважають, що унікальність антисемітизму пояснюється ірраціональним страхом перед євреями. Причиною цього страху є, на думку авторів, «об'єктивно правдоподібні свідчення обраності євреїв як народу Завіту». Критикуючи цей підхід Леон Черняк пише, що всі пояснення такого роду тавтологічні, оскільки пояснення феномену антисемітизму зводиться до опису цього феномену. Це констатація феномену антисемітизму, яка приймається за його пояснення .
У другій групі крім власне єврейських авторів Лур'є відзначає вчених-християн, які вважають юдаїзм важливою предтечею християнства, що піднявся вище язичників, що оточують його. Як приклад Лур'є наводить цитати Жозефа Ренана і Майкла Фрідлендера, які пишуть про особливу моральну місію єврейського народу та його історичне призначення.
Лур'є спростовує ці думки і висуває наступну тезу. У стародавньому світі було прийнято, що підкорений завойовником народ визнавав себе громадянами другого сорту стосовно громадян метрополії, прагнув бути схожим на повноцінних громадян і визнавав богів своїх завойовників. Повстаючи проти образ і утисків нечисленні нації винищувалися поневолювачами, або повністю асимілювалися. Євреї ж поводилися принципово інакше. Своєрідне становище Палестини як поля битви між сусідніми державами, на думку Лур'є 
…дало возможность развиться у евреев сильному национальному чувству, не связанному не только с политическим могуществом, но и с политической независимостью — явление единичное и не имеющее аналогий в древнем мире
Євреї, на відміну від інших народів, зберегли свою національну самосвідомість та свої національні звичаї. Євреї вважали себе національно-державним цілим без своєї держави з релігійним центром у Палестині. При цьому асиміляція зазнавала жорсткого суспільного несхвалення.
Така позиція й викликала у народів, серед яких мешкали євреї, ненависть до них. Навіть займаючи високий суспільний стан євреї продовжували підкреслювати свою «особливість» і небажання приймати місцеві культурні цінності та звичаї. Це й ставало, на думку Лур'є, причиною появи антисемітизму скрізь, де поза Палестиною селилися євреї. Подібну думку висловлює Йона Лендерінг — він зазначає, що виникнення антисемітизму було обумовлено тим, що євреї були пізнаваною меншістю у будь-якій державі у зв'язку з релігійними звичаями. На противагу цій думці, Енциклопедія Юдаїка стверджує, що на відміну від земель, що увійшли до Римської імперії, у Парфянському царстві ненависть до євреїв не мала такого серйозного масштабу .

### Функціоналістське пояснення
Функціоналісти вважають національні та релігійні властивості євреїв несуттєвими як причини антисемітизму. Вони розглядають насамперед політичні та економічні інтереси тих чи інших громадських груп. Іноді антисемітизм розглядається як окремий випадок ксенофобії, ворожості до чужинців взагалі.
Так, Ілля Бікерман стверджує, що в діаспорі конфлікт євреїв-монотеїстів та чужого богошанування виникав, лише якщо євреї ставали чиновниками у владики-чужоземця, оскільки будь-який цар був главою державної релігії і таке призначення мало також релігійний аспект .
Олександр Грушевой пише, що традиційний погляд на антисемітизм як викликаний самими євреями і повсюдно супроводжуючий їх невірний, оскільки «антиудейські настрої та їхня вища форма — антисемітизм — існують лише там, де поширене християнство». Там, де християнство «не є панівною ідеологією, антисемітизму був і немає (Китай, Індія, мусульманський світ). Існуючі ж у цих суспільствах конфлікти якщо й мають місце, то з інших причин» .

## Значення
Найвідомішим з античних антисемітських міфів, що дожили до наших днів, є кривавий наклеп — звинувачення у вживанні крові в ритуальних цілях. Це звинувачення, трансформоване з твору Апіона, було популярним серед християн у Середньовіччі і досі має широке ходіння в мусульманських країнах. Також у сучасному світі, як і раніше, має ходіння звинувачення євреїв у «подвійній лояльності» .